# Franciszek Frydrychowicz
Franciszek Frydrychowicz (* 1820 in Koślinka bei Tuchel, Provinz Westpreußen; † 23. März 1908 in Tuchel) war ein polnischer Aktivist und Abgeordneter in Tuchel.

## Leben
Franciszek Frydrychowicz gründete im Revolutionsjahr 1848 mit anderen einen Ortsverein der Polnischen Liga (Liga Polska) in Tuchel und publizierte in deren Zeitschrift Szkółka narodowa. Er war als Dolmetscher am Amtsgericht der Stadt tätig und wurde Mitglied im Stadtrat. 1868 gründete er mit anderen die Volksbank in Tuchel (Tucholski Bank Ludowy) und war dort Schatzmeister (podskarbi). Frydrychowicz war zeitweise Vorsitzender des Stadtrats und Abgeordneter im Kreistag, wo er sich für die Interessen der polnischen Bevölkerung einsetzte.
Er war mit Maria Malinowska verheiratet, einer Tochter des Bürgermeisters von Gollub und Schwester des Gelehrten Franciszek Ksawery Malinowski. Kinder waren
- Bronisława Jadwiga Frydrychowicza (1848–?)
- Romuald Frydrychowicz (1850–1932), katholischer Priester und Regionalhistoriker
- Zenon Frydrychowicz (1851–1929), Jurist und erster polnischer Gerichtspräsident in Bydgoszcz ab 1920
- Mikołaj Frydrychowicz, Priester
- Marcin Frydrychowicz, Priester